# Benny Oschmann
Benny Oschmann (* 7. November 1987 in Kassel) ist ein deutscher Komponist und Arrangeur.

## Leben
Neben klassischem Unterricht auf der Trompete erfand Oschmann schon früh eigene Melodien auf dem Klavier. Während seiner Abiturzeit folgten erste Auftragskompositionen im Medienbereich. Nach seinem Abitur studierte er Musiktheorie und Komposition an der Musikakademie Kassel. Seit 2009 ist er freiberuflich als Komponist und Orchestrator für Dynamedion tätig.
Oschmann arbeitete unter anderem mit dem Brandenburgischen Staatsorchester Frankfurt (Oder), der Staatskapelle Halle, dem Staatsorchester Kassel, dem FILMharmonic Orchestra Prague und der hr-Bigband zusammen.

## Musik für Computerspiele
- 2009: The Book of Unwritten Tales
- 2010: Drakensang: Am Fluss der Zeit
- 2010: Die Siedler 7
- 2010: Microsoft’s Kinectimals
- 2011: Siege Hero
- 2011: Toy Story 3 (PSP)
- 2011: The Book of Unwritten Tales: Die Vieh Chroniken
- 2012: Kinect Rush - A Disney Pixar Adventure
- 2012: Hitman: Absolution
- 2013: The Raven: Vermächtnis eines Meisterdiebs
- 2013: Battle Worlds: Kronos
- 2013: Angry Birds: Star Wars II (Arrangements)
- 2015: The Book of Unwritten Tales 2
- 2016: Die Zwerge
- 2017: Black Mirror (Reboot)
- 2018: Shadows: Awakening
- 2019: Sugar Blast
- 2021: Harry Potter: Magic Awakened
- 2021: Company of Heroes 3

## Filmmusik
- 2011: Nina Undercover – Agentin mit Kids (Musikproduktion)
- 2011: Bermuda-Dreieck Nordsee (Musikproduktion)
- 2012: Die Jagd nach dem Bernsteinzimmer (Musikproduktion)
- 2013: Angry Birds Toons
- 2018: Liliane Susewind - Ein tierisches Abenteuer (Musikproduktion)
- 2020: Happy Family 2

## Musik für Freizeitparks
- 2021: Josefinas Kaiserliche Zauberreise (Europa-Park)
- 2022: Tønnevirvel (Europa-Park)